# Vaggeryd (commune)
La commune de Vaggeryd est une commune suédoise du comté de Jönköping. 13 464 personnes y vivent.
Cette commune a pour particularité d'être organisée autour de deux chefs-lieux, le bourg de Vaggeryd proprement dit (environ 5 000 habitants) et celui de Skillingaryd (près de 4 000 habitants).
Les services municipaux sont répartis entre les deux localités, distantes d'une dizaine de kilomètres et situées toutes deux le long de la route E4.